# Dorota Kwaśna
Dorota Kwaśna (Bielsko-Biała, Polonia; 11 de septiembre de 1972) es una ex esquiadora de fondo polaca que compitió de 1992 a 2002. Compitiendo en tres Juegos Olímpicos de Invierno, obtuvo su mejor resultado en su carrera de octavo en el relevo de 4 × 5 km en Lillehammer en 1994 y su mejor resultado individual de 21 en la persecución combinada de 5 km + 10 km.
El mejor resultado de Kwaśna en el Campeonato del Mundo de Esquí Nórdico de la Federación Internacional de Esquí (FIS) fue 17.º dos veces (1993: 30 km, 1995: 5 km + 10 km de persecución combinada). Su mejor resultado en la Copa del Mundo fue el 17.º en un evento de velocidad individual en Alemania en 1996.
El mejor resultado de la carrera de Kwaśna fue tercero en cuatro carreras de la FIS a distancias de hasta 10 km entre 1997 y 2001.